# Mutisiopersea hypoleuca
Mutisiopersea hypoleuca là loài thực vật có hoa trong họ Nguyệt quế. Loài này được (A. Rich.) Kosterm. miêu tả khoa học đầu tiên năm 1993.